# دیدروژسترون
دیدروژسترون با نام تجاری دوفاستون با شکل دارویی: قرص، دارویی است در رده درمانی پروژسترون سنتتیک.

## موارد مصرف
اختلالات قاعدگی، قاعدگی های نامنظم و دردناک یا مجموعه نشانه های قبل از قاعدگی. دیدروژسترون همراه با یک استروژن به عنوان جایگزین هورمونی بعد از دوران یائسگی نیز تجویز میشود. گاهی اوقات آن در درمان آندومتریوز و جلوگیری از سقط جنین در زنانی با سقطهای مکرر مصرف می شود.

## مکانیسم اثر
همانند پروژسترون می باشد.

## تاریخچه
دیدروژسترون از سال ۱۹۶۱ وارد بازار شده است و اکنون در بیش از صد کشور توسط بیست و هشت میلیون بیمار مصرف میشود.

## عوارض جانبی
قاعدگی های نامنظم و خونریزی، ورم پا و اختلالات کبدی، سردرد، سرگیجه، استفراغ وحالت تهوع، افسردگی